# Кожакельды
Кожакельды (каз. Қожакелді) — село в Аксуатском районе Абайской области Казахстана. Входит в состав Иргизбайского сельского округа. Код КАТО — 635865300.

## Население
В 1999 году население села составляло 254 человека (137 мужчин и 117 женщин). По данным переписи 2009 года, в селе проживало 190 человек (95 мужчин и 95 женщин).